# Kursk oblast
Kursk (ryska: Ку́рская о́бласть, Kurskaja oblast) är ett oblast i sydvästra Ryssland med en yta på 29 800 km² och en befolkning på cirka 1,1 miljoner invånare. Den administrativa huvudorten är staden Kursk. En annan stor stad är Zjeleznogorsk. 
Området är känt för slaget vid Kursk, som var ett avgörande pansarslag mellan Sovjetunionen och Nazityskland som stod där under andra världskriget. 